# Ring (歌手)
Ring（リング（リン）、女性、1984年10月31日 -、）は台湾彰化県出身の元歌手。本名は林 楡涵（リン　ユーハン）。

## 来歴・人物
1997年に小室哲哉が番組監修していたテレビ番組『小室魔力』のオーディションに応募し、グランプリを獲得。 翌年4月に小室哲哉プロデュースで日本・台湾2か国で同時デビューした。
デビューシングル「Process」は台湾のチャートで4週連続1位、日本のオリコンで最高14位を記録。アルバムを一枚発表した後歌手を辞め、学業に専念する事となる。日本での所属レーベルは、ソニー・ミュージックアソシエイテッドレコーズ（アルバムのみ、TRUE KiSS DiSCレーベル）。
2006年、台湾のバラエティ番組に出て「朝陽大学の建築学科に通いながら歌手への再起を望んでいる」と語ったが芸能界への復帰は断念し就職する。
2009年、結婚して子供を授かるも旦那の浮気によりその後離婚する。
2016年、facebookにて甲状腺がんを患っていると告白し手術をする。 当時歌手を辞めた理由は会社の都合だったという事も語っている。
日本へは旅行へ度々来ている。

## ディスコグラフィ

### シングル
- Process（1998年4月23日発売） - テレビ東京『ASAYAN』オープニングテーマ
- ONE, TWO STEP（1998年7月23日発売）
- PRIVATE PARADISE（1998年11月11日発売）- 映画『始皇帝暗殺』主題歌

### アルバム
- TEEN'S RING（1999年7月22日発売）